# Караклијски Рзав
Караклијски Рзав је речни ток дужине 6,43km и површине слива 7,49 km², десна је саставница Белог Рзава, на планини Тари, у оквиру Националног парка Тара.
Настаје спајањем неколико повремених токова који дренирају североисточне падине Звијезде, тј Велику Пивницу и Јењач на западној граници НП Тара. Тече у правцу запад—исток. У горњем делу слива је бициклистичка стаза којом се од Предовог крста стиже до јужног дела Заовинског језера.